# The Scout Association
The Scout Association  ist ein Pfadfinderverband im Vereinigten Königreich und Mitglied der World Organization of the Scout Movement. The Scout Association wurde unter dem Namen The Boy Scout Association im Jahre 1910 gegründet und erhielt die gegenwärtige Bezeichnung im Jahre 1967.
Heute ist die Scout Association einer der größten Jugendverbände im Vereinigten Königreich. 400.000 junge Menschen im Alter von 6 bis 25 Jahren gehörten ihnen 2012 an. Davon sind 60.000 Mädchen und junge Frauen. Die englische Pfadfinderbewegung arbeitet mit erwachsenen Freiwilligen (Volunteers), die die lokalen Gruppen bei der Umsetzung ihrer Aktivitäten unterstützen.
Am 11. Juli 2009 wurde der Abenteurer Bear Grylls Chief scout.

## Liste der Chief Scouts
| Robert Baden-Powell       | 1908–1941 |
| Arthur Somer-Cocks        | 1941–1944 |
| Thomas Corbett            | 1945–1959 |
| Charles MacLean           | 1959–1971 |
| William Erskine Gladstone | 1972–1982 |
| Michael Walsh             | 1982–1988 |
| William Garth Morrison    | 1988–1996 |
| George Purdy              | 1996–2004 |
| Peter Duncan              | 2004–2009 |
| Bear Grylls               | 2009–2024 |
| Dwayne Fields             | 2024–     |